# Produktmodell
Das Produktmodell ist ein Begriff aus dem Bereich des Produktdatenmanagements. Im Produktmodell werden alle produktdefinierenden Informationen abgebildet, die im Produktentwicklungsprozess entstehen. Ziel ist, über den gesamten Produktlebenszyklus alle relevanten Informationen digital zu erfassen. Somit ist das Produktmodell die konzeptionelle Ausprägung des Produkts.
In der Regel wurden die Dokumente, die das Produktmodell mit seinen Eigenschaften und Verknüpfungen darstellen, mit den verschiedensten Systemen erzeugt.
Das Produktmodell kann aus verschiedenen Partialmodellen aufgebaut sein. Wird dabei ein integrativer Ansatz zur Berücksichtigung mehrerer Modelle verfolgt, so handelt es sich um ein integriertes Produktmodell.
- Ein CAD-Modell, das die Gestalt des Produktes festlegt.
- Ein Ersatzmodell für die FEM-Berechnung, das nicht so detailliert ist.
- Ein Ersatzmodell zur Berechnung der EMV (Elektromagnetische Verträglichkeit)
- Schaltpläne und Layouts der enthaltenen Leiterplatten
- Quelltext und Binaries der enthaltenen Software zur Steuerung oder Anwenderinteraktion
- Ein Ersatzmodell für die regelungstechnische Simulation des Gesamtprodukts (Mechatronik)

Obwohl diese fachspezifischen Modelle in der Regel auf verschiedenen Dateien verteilt sind, spricht man von einem Produktmodell.